# Premio Selma Lagerlöf
El Premio Selma Lagerlöf  es un premio literario sueco fundado en 1983 por la localidad de Sunne en honor a Selma Lagerlöf, primera mujer en ganar el Premio Nobel de Literatura (1909). El premio se otorga anualmente en esta localidad cada 13 de agosto (generalmente en la semana cultural de Sunne), y el ganador recibe 100.000 coronas suecas. 

## Galardonados
- 1984 Birgitta Trotzig
- 1985 Sara Lidman
- 1986 Astrid Lindgren
- 1987 Göran Tunström
- 1988 Lars Ahlin
- 1989 Kerstin Ekman
- 1990 Lars Andersson
- 1991 Lars Gyllensten
- 1992 Tove Jansson
- 1993 Georg Henrik von Wright
- 1994 Stig Claesson
- 1995 Ulla Isaksson
- 1996 Rolf Edberg
- 1997 Per Olov Enquist
- 1998 Göran Palm
- 1999 Kristina Lugn
- 2000 Torgny Lindgren
- 2001 Agneta Pleijel
- 2002 Peter Englund
- 2003 P. C. Jersild
- 2004 Sigrid Combüchen
- 2005 Birgitta Stenberg
- 2006 Lars Jakobson
- 2007 Barbro Lindgren
- 2008 John Ajvide Lindqvist
- 2009 Lars Gustafsson
- 2010 Jan Lööf[3]
- 2011 Ellen Mattson[4]
- 2012 Klas Östergren
- 2013 Kjell Johansson
- 2014 Lotta Lotass
- 2015 Stewe Claeson
- 2016 Sara Stridsberg
- 2017 Lars Norén
- 2018 Carola Hansson
- 2019 Kristina Sandberg
- 2020 Monika Fagerholm
- 2021 Niklas Rådström
- 2022 Inger Edelfeldt
- 2023 Bengt Berg
- 2024 Steve Sem-Sandberg